# Mistrzostwa Europy w Wioślarstwie 2010 – czwórka bez sternika wagi lekkiej mężczyzn
Czwórka bez sternika wagi lekkiej mężczyzn (LM4-) – konkurencja rozgrywana podczas Mistrzostw Europy w Wioślarstwie 2010 w Montemor-o-Velho między 10 a 12 września.

## Harmonogram konkurencji
| Wydarzenie                  | Runda         |
| --------------------------- | ------------- |
| Piątek, 10 września 2010    | Eliminacje    |
| Piątek, 10 września 2010    | Repasaże      |
| Sobota, 11 września 2010    | Półfinały A/B |
| Niedziela, 12 września 2010 | Finał B       |
| Niedziela, 12 września 2010 | Finał A       |

## Medaliści
| Złoto                                                                        | Srebro                                                                        | Brąz                                                                   |
| Niemcy · Bastian Seibt · Jost Schömann-Finck · Jochen Kühner · Martin Kühner | Polska · Łukasz Pawłowski · Łukasz Siemion · Miłosz Bernatajtys · Paweł Rańda | Szwajcaria · Simon Schürch · Lucas Tramer · Simon Niepmann · Mario Gyr |

## Wyniki

### Eliminacje
Reguła kwalifikacji: 1-3 → PA/B, 4.. → R

#### Eliminacje 1
| Miejsce | Zawodnik                                                       | Kraj       | Czas    | Uwagi |
| ------- | -------------------------------------------------------------- | ---------- | ------- | ----- |
| 1       | Simon Schürch Lucas Tramer Simon Niepmann Mario Gyr            | Szwajcaria | 5:58,62 | PA/B  |
| 2       | Łukasz Pawłowski Łukasz Siemion Miłosz Bernatajtys Paweł Rańda | Polska     | 5:59,49 | PA/B  |
| 3       | Nemanja Nešić Miloš Stanojević Nenad Babović Miloš Tomić       | Serbia     | 6:01,32 | PA/B  |
| 4       | Jan Vetešník Ondřej Vetešník Jiří Kopáč Miroslav Vraštil       | Czechy     | 6:02,60 | R     |
| 5       | Péter Krpesics Balázs Markgruber Péter Bártfai Péter Vermes    | Węgry      | 6:26,09 | R     |

#### Eliminacje 2
| Miejsce | Zawodnik                                                               | Kraj     | Czas    | Uwagi |
| ------- | ---------------------------------------------------------------------- | -------- | ------- | ----- |
| 1       | Jiří Vlček Daniele Danesin Andrea Caianiello Martino Goretti           | Włochy   | 6:07,70 | PA/B  |
| 2       | Vincent Muda Roeland Lievens Timothee Heijbrock Tycho Muda             | Holandia | 6:12,46 | PA/B  |
| 3       | Alexander Rath Paul Ruttmann Dominik Sigl Oliver Komaromy              | Austria  | 6:14,55 | PA/B  |
| 4       | Aleksandr Czaukin Witalij Badulin Jurij Pszenicznikow Aleksandr Sawkin | Rosja    | 6:26,25 | R     |

#### Eliminacje 3
| Miejsce | Zawodnik                                                                                          | Kraj      | Czas    | Uwagi |
| ------- | ------------------------------------------------------------------------------------------------- | --------- | ------- | ----- |
| 1       | Fabrice Moreau Franck Solforosi Nicolas Moutton Guillaume Raineau                                 | Francja   | 5:58,75 | PA/B  |
| 2       | Bastian Seibt Jost Schömann-Finck Jochen Kühner Martin Kühner                                     | Niemcy    | 5:59,69 | PA/B  |
| 3       | Christian Pedersen Jens Vilhelmsen Kasper Winther Jørgensen Morten Jørgensen                      | Dania     | 6:05,03 | PA/B  |
| 4       | Juan Luis Fernandez Tomas Daniel Sigurbjörnsson Benet Arnau Bertrán Sastre Marc Franquet Montfort | Hiszpania | 6:11,06 | R     |

### Repasaże
Reguła kwalifikacji: 1-3 → PA/B
| Miejsce | Zawodnik                                                                                          | Kraj      | Czas    | Uwagi |
| ------- | ------------------------------------------------------------------------------------------------- | --------- | ------- | ----- |
| 1       | Jan Vetešník Ondřej Vetešník Jiří Kopáč Miroslav Vraštil                                          | Czechy    | 6:42,34 | PA/B  |
| 2       | Juan Luis Fernandez Tomas Daniel Sigurbjörnsson Benet Arnau Bertrán Sastre Marc Franquet Montfort | Hiszpania | 6:47,34 | PA/B  |
| 3       | Aleksandr Czaukin Witalij Badulin Jurij Pszenicznikow Aleksandr Sawkin                            | Rosja     | 6:53,86 | PA/B  |
| 4       | Péter Krpesics Balázs Markgruber Péter Bártfai Péter Vermes                                       | Węgry     | 7:04,02 |       |

### Półfinały A/B
Reguła kwalifikacji: 1-3 → FA, 4... → FB

#### Półfinały A/B 1
| Miejsce | Zawodnik                                                                                          | Kraj       | Czas    | Uwagi |
| ------- | ------------------------------------------------------------------------------------------------- | ---------- | ------- | ----- |
| 1       | Christian Pedersen Jens Vilhelmsen Kasper Winther Jørgensen Morten Jørgensen                      | Dania      | 6:09,70 | FA    |
| 2       | Fabrice Moreau Franck Solforosi Nicolas Moutton Guillaume Raineau                                 | Francja    | 6:10,18 | FA    |
| 3       | Simon Schürch Lucas Tramer Simon Niepmann Mario Gyr                                               | Szwajcaria | 6:11,05 | FA    |
| 4       | Vincent Muda Roeland Lievens Timothee Heijbrock Tycho Muda                                        | Holandia   | 6:13,77 | FB    |
| 5       | Jan Vetešník Ondřej Vetešník Jiří Kopáč Miroslav Vraštil                                          | Czechy     | 6:17,64 | FB    |
| 6       | Juan Luis Fernandez Tomas Daniel Sigurbjörnsson Benet Arnau Bertrán Sastre Marc Franquet Montfort | Hiszpania  | 6:19,71 | FB    |

#### Półfinały A/B 2
| Miejsce | Zawodnik                                                               | Kraj    | Czas    | Uwagi |
| ------- | ---------------------------------------------------------------------- | ------- | ------- | ----- |
| 1       | Bastian Seibt Jost Schömann-Finck Jochen Kühner Martin Kühner          | Niemcy  | 6:09,66 | FA    |
| 2       | Łukasz Pawłowski Łukasz Siemion Miłosz Bernatajtys Paweł Rańda         | Polska  | 6:12,67 | FA    |
| 3       | Jiří Vlček Daniele Danesin Andrea Caianiello Martino Goretti           | Włochy  | 6:13,88 | FA    |
| 4       | Nemanja Nešić Miloš Stanojević Nenad Babović Miloš Tomić               | Serbia  | 6:15,04 | FB    |
| 5       | Alexander Rath Paul Ruttmann Dominik Sigl Oliver Komaromy              | Austria | 6:24,98 | FB    |
| 6       | Aleksandr Czaukin Witalij Badulin Jurij Pszenicznikow Aleksandr Sawkin | Rosja   | 6:31,09 | FB    |

### Finał B
| Miejsce | Zawodnik                                                                                          | Kraj      | Czas    | Uwagi |
| ------- | ------------------------------------------------------------------------------------------------- | --------- | ------- | ----- |
| 1       | Jan Vetešník Ondřej Vetešník Jiří Kopáč Miroslav Vraštil                                          | Czechy    | 6:06,01 |       |
| 2       | Nemanja Nešić Miloš Stanojević Nenad Babović Miloš Tomić                                          | Serbia    | 6:06,07 |       |
| 3       | Vincent Muda Roeland Lievens Timothee Heijbrock Tycho Muda                                        | Holandia  | 6:08,60 |       |
| 4       | Juan Luis Fernandez Tomas Daniel Sigurbjörnsson Benet Arnau Bertrán Sastre Marc Franquet Montfort | Hiszpania | 6:08,85 |       |
| 5       | Alexander Rath Paul Ruttmann Dominik Sigl Oliver Komaromy                                         | Austria   | 6:17,09 |       |
| 6       | Aleksandr Czaukin Witalij Badulin Jurij Pszenicznikow Aleksandr Sawkin                            | Rosja     | 6:21,58 |       |

### Finał A
| Miejsce | Zawodnik                                                                     | Kraj       | Czas    | Uwagi |
| ------- | ---------------------------------------------------------------------------- | ---------- | ------- | ----- |
|         | Bastian Seibt Jost Schömann-Finck Jochen Kühner Martin Kühner                | Niemcy     | 5:54,78 |       |
|         | Łukasz Pawłowski Łukasz Siemion Miłosz Bernatajtys Paweł Rańda               | Polska     | 5:56,58 |       |
|         | Simon Schürch Lucas Tramer Simon Niepmann Mario Gyr                          | Szwajcaria | 5:58,29 |       |
| 4       | Jiří Vlček Daniele Danesin Andrea Caianiello Martino Goretti                 | Włochy     | 5:58,44 |       |
| 5       | Christian Pedersen Jens Vilhelmsen Kasper Winther Jørgensen Morten Jørgensen | Dania      | 5:59,87 |       |
| 6       | Fabrice Moreau Franck Solforosi Nicolas Moutton Guillaume Raineau            | Francja    | 6:02,48 |       |